# OGC Nice
OGC Nice (fullständigt namn: Olympique Gymnaste Club Nice Côte d'Azur) är en fransk fotbollsklubb från Nice, framför allt framgångsrik under 1950- och 60-talen i främsta divisionen i franska ligan. OGC Nice grundades 1904 som Gymnaste Club de Nice och en fotbollssektion startades 1908. Från 1924 kallade klubben sig OGC Nice efter en sammanslagning med Gallia Football Athlétic Club de Nice.
Föreningens storhetstid var under 1950-talet då föreningen blev franska mästare fyra gånger och cupmästare två gånger. VM-skyttekungen Just Fontaine spelade 1953–1956 i klubben. I Europacupspelet har klubben som längst nått kvartsfinaler i Mästarcupen 1957 och 1960. Leif Eriksson och Thomas Larsson spelade i klubben 1970–1975 respektive 1982–1985. Niclas Hult spelade 2014-2016.
Sedan 2019 ägs klubben av den brittiska globala kemiföretaget Ineos.

## Spelare

### Truppen
| Nr | Land            | Pos | Namn                                              |
| -- | --------------- | --- | ------------------------------------------------- |
| 1  | Polen           | MV  | Marcin Bułka                                      |
| 2  | Tunisien        | F   | Ali Abdi                                          |
| 4  | Brasilien       | F   | Dante                                             |
| 5  | Egypten         | F   | Mohamed Abdelmonem                                |
| 6  | Algeriet        | MF  | Hicham Boudaoui                                   |
| 7  | Elfenbenskusten | A   | Jérémie Boga                                      |
| 8  | Nederländerna   | MF  | Pablo Rosario                                     |
| 9  | Nigeria         | A   | Terem Moffi                                       |
| 10 | Marocko         | A   | Sofiane Diop                                      |
| 11 | Frankrike       | MF  | Morgan Sanson                                     |
| 15 | Tyskland        | A   | Youssoufa Moukoko (på lån från Borussia Dortmund) |
| 18 | Rumänien        | MF  | Rareș Ilie                                        |
| 19 | Algeriet        | MF  | Badredine Bouanani                                |
| 20 | Frankrike       | F   | Tom Louchet                                       |
| 22 | Frankrike       | MF  | Tanguy Ndombele                                   |

| Nr | Land            | Pos | Namn                                     |
| -- | --------------- | --- | ---------------------------------------- |
| 24 | Frankrike       | A   | Gaëtan Laborde                           |
| 25 | Frankrike       | A   | Mohamed-Ali Cho                          |
| 26 | Frankrike       | F   | Melvin Bard                              |
| 28 | Frankrike       | MF  | Baptiste Santamaria (på lån från Rennes) |
| 29 | Elfenbenskusten | A   | Evann Guessand                           |
| 31 | Frankrike       | MV  | Maxime Dupé                              |
| 33 | Frankrike       | F   | Antoine Mendy                            |
| 36 | Guinea          | MF  | Issiaga Camara                           |
| 37 | Ghana           | F   | Kojo Peprah Oppong                       |
| 44 | Frankrike       | F   | Amidou Doumbouya                         |
| 45 | Nigeria         | A   | Victor Orakpo                            |
| 55 | Burundi         | MF  | Youssouf Ndayishimiye                    |
| 64 | Kanada          | F   | Moïse Bombito                            |
| 77 | Algeriet        | MV  | Teddy Boulhendi                          |
| 92 | Frankrike       | F   | Jonathan Clauss                          |

### Utlånade spelare
| Nr | Land      | Pos | Namn                                                    |
| -- | --------- | --- | ------------------------------------------------------- |
|    | Marocko   | F   | Ayoub Amraoui (i Martigues till 30 juni 2025)           |
|    | Frankrike | F   | Jean-Clair Todibo (i West Ham United till 30 juni 2025) |
|    | Italien   | F   | Mattia Viti (i Empoli till 30 juni 2025)                |

| Nr | Land     | Pos | Namn                                              |
| -- | -------- | --- | ------------------------------------------------- |
|    | Algeriet | MF  | Billal Brahimi (i Sint-Truiden till 30 juni 2025) |
|    | Guinea   | A   | Aliou Baldé (i Lausanne-Sport till 30 juni 2025)  |

### Berömda (landslagsklassificerade) spelare som spelat/spelar i klubben
Se även Kategori:Spelare i OGC Nice.
Brasilien
- Ederson

Colombia
- David Ospina

Frankrike
- Hatem Ben Arfa
- Patrice Evra
- Hugo Lloris
- Loïc Rémy

Sverige
- Leif Eriksson